# Bourreria cuneifolia
Bourreria cuneifolia là loài thực vật có hoa trong họ Mồ hôi. Loài này được O.E.Schulz mô tả khoa học đầu tiên năm 1929.